# بیچارا اولیویرا
بیچارا اولیویرا (به پرتغالی: Bechara Jalkh Leonardo Oliveira) هافبک اهل برزیل است که در شهر Fortaleza - Ce و در تاریخ ۲۵ فوریهٔ ۱۹۷۶ به دنیا آمده‌است.
بیچارا اولیویرا در تیم‌های فوتبال Ceará SC سابقهٔ حضور دارد.